# Шипки
Шипки (хрв. Šipki) су насељено место у општини Лобор, Крапинско-загорска жупанија, Хрватска.

## Историја
До територијалне реорганизације у Хрватској били су у саставу старе општине Златар-Бистрица.

## Становништво
У попису становништва из 2011. године, Шипки су имали 114 становника.
| Број становника према пописима | Број становника према пописима | Број становника према пописима | Број становника према пописима | Број становника према пописима | Број становника према пописима | Број становника према пописима | Број становника према пописима | Број становника према пописима | Број становника према пописима | Број становника према пописима | Број становника према пописима | Број становника према пописима | Број становника према пописима | Број становника према пописима | Број становника према пописима |
| ------------------------------ | ------------------------------ | ------------------------------ | ------------------------------ | ------------------------------ | ------------------------------ | ------------------------------ | ------------------------------ | ------------------------------ | ------------------------------ | ------------------------------ | ------------------------------ | ------------------------------ | ------------------------------ | ------------------------------ | ------------------------------ |
| 1857                           | 1869                           | 1880                           | 1890                           | 1900                           | 1910                           | 1921                           | 1931                           | 1948                           | 1953                           | 1961                           | 1971                           | 1981                           | 1991                           | 2001                           | 2011                           |
| 210                            | 236                            | 312                            | 364                            | 472                            | 529                            | 412                            | 481                            | 454                            | 451                            | 391                            | 283                            | 212                            | 164                            | 123                            | 114                            |

Напомена: Године 1948. садржи податке за некадашња насеља Шипки Доњи и Шипки Горњи, која су те године одвојено исказана.